# Giuseppe Povia
Giuseppe Povìa, conhecido por Povia (Milão, 19 de novembro de 1972), é um cantor e compositor italiano.

## Biografia
Em 1999 se inscreve na Academia de Sanremo e consegue chegar à final.
Em 2003 vence a 14ª edição do Prêmio Cidade de Recanati (hoje Prêmio Musicultura) com a canção "Mia Sorella", canção que fala sobre anorexia e bulimia.
Em 2005 participa como convidado do Festival de Sanremo com a canção "I Bambini Fanno ooh..", canção que foi escolhida como trilha sonora da "Avamposto 55", uma importante campanha de solidariedade em prol das crianças envolvidas no Conflito de Darfur. Em apoio a essa iniciativa Povia devolveu, por um ano inteiro, um percentual sobre a venda do single e contribuiu para a construção de duas escolas-hospital no estado africano. O single superou 180.000 cópias vendidas e mais de 500.000 downloads. E lança seu primeiro álbum Evviva i pazzi... che hanno capito cos'è l'amore.
Em 2006 vence a 56ª edição do Festival de Sanremo com a canção "Vorrei avere il becco" e publica seu segundo álbum I bambini fanno ooh…la storia continua, que contém a canção "T'insegerò", dedicado à sua filha Emma.
Em 2007 lança o terceiro álbum La storia continua…La tavola rotonda
Em 2008 publica juntamente com Francesco Baccini um CD/DVD chamado Uniti - duemilacinqueduemilaotto.
Em 2009, sob grande polêmica, chega à 59a edição do Festival de Sanremo com "Luca era Gay", que conta a história de um homossexual convertido pelo amor. Apesar da crítica e da polêmica, obtém o segundo lugar do Festival e ganhou o "Premio Mogol" de melhor letra. Após o festival, lançou o álbum Centravanti di mestiere, e iniciou uma turnê que percorreu a Itália e parte da Suíça, de março a outubro de 2009.
Em 27 de novembro de 2009 lança um disco inteiramente dedicado às crianças, "Non Basta un Sorriso", que destina parte da arrecadação para a pesquisa de doenças infantis.
Em 2010, novamente em meio à polêmica, retorna ao Festival de Sanremo com "La verità", canção inspirada na eutanásia da italiana Eluana Englaro. Foi um festival marcado pela dúvida com relação ao prêmio, e muita crítica negativa aos participantes que chegaram à final, sendo um deles o Príncipe Emanuelle.
Povia ficou com a quarta posição.
Em seguida, em março, lançou o álbum "Scacco Matto", que em apenas dois meses obteve o Disco de Ouro. Em sua turnê "Scacco Matto", fez mais de 50 shows.
Em dezembro de 2010 lança outro álbum onde doa sua parte na renda, para uma instituição de pesquisa de leucemia infantil.

## Discografia

### Álbuns
- Evviva i pazzi… che hanno capito cos'è l'amore (2005)
- I bambini fanno "oh…" la storia continua... (2006)
- La storia continua… la tavola rotonda (2007)
- Uniti (2008)
- Centravanti di mestiere (2009)
- Non Basta un Sorriso (2009)
- Scacco Matto (2010)
- Il mondo è di tutti (2010)

### Singles
- "È vero" (2001)
- "Zanzare" (2002)
- "Tanto non mi cambi" (2002)
- "Mia sorella" (2003)
- "I bambini fanno "ooh…"" (2005)
- "Fiori" (2005)
- "Chi ha peccato" (2005)
- "Non è il momento" (2005)
- "Vorrei avere il becco" (2006)
- "Ma tu sei scemo" (2006)
- "Irrequieta" (2006)
- "T'insegnerò" (2006)
- "È meglio vivere una spiritualità" (2007)
- "Uniti" (2008)
- "Luca era gay" (2009)
- "Single" (2009)
- "Non Basta un Sorriso" (2009)
- "La verità" (2010)
- "È Stato Bellissimo" (2010)
- "E non passi" (2011)

## Banda
- Giuseppe Povia - voz e guitarra
- Alessio Buccella - piano/teclado
- Thomas Romano - guitarra
- Claudio del Signore - bateria
- Giulio Pineschi - guitarra
- Mirko Pieri - baixo
- Simona Galeandro - vocalista